# Drassodes licenti
Drassodes licenti är en spindelart som beskrevs av Schenkel 1953. Drassodes licenti ingår i släktet Drassodes och familjen plattbuksspindlar.
Artens utbredningsområde är Mongoliet. Inga underarter finns listade i Catalogue of Life.